# Leningrado (1936)
El destructor Leningrado (en ruso: Ленингра́д), fue el buque líder de su clase de seis destructores líderes construidos para la Armada Soviética durante la década de 1930, una de las tres variantes del Proyecto 1. Completado en 1936, el buque fue asignado a la Flota del Báltico y jugó un papel menor en la Guerra de Invierno contra Finlandia en 1939-1940. Después de la invasión alemana de la Unión Soviética en junio de 1941, el destructor Leningrado cubrió las operaciones de colocación de minas, colocó minas y proporcionó fuego de apoyo naval a las unidades soviéticas. Escoltó numerosos buques de todo tipo durante la evacuación de Tallin (Estonia), en agosto y luego bombardeó a las tropas alemanas durante el asedio de Leningrado.
El buque fue asignado para evacuar a las tropas soviéticas de la Base Naval de Hanko, Finlandia, en noviembre, pero fue gravemente dañado por una mina en ruta y obligado a regresar a Leningrado para reparaciones. Después de que se completaron, el Leningrado reanudó el bombardeo de posiciones alemanas y continuó haciéndolo hasta que la Ofensiva de Leningrado-Novgorod los expulsó definitivamente de los alrededores de la ciudad en enero de 1944.
Después de la guerra, el barco se modernizó en 1951-1954, se convirtió en un barco objetivo en 1958 y pasó a llamarse TsL-75. El buque fue transferido a la Flota del Norte el año siguiente y desarmado en 1960. Ese mismo año se convirtió en un buque de alojamiento y pasó a llamarse PKZ-16. El casco se reconvirtió en un buque objetivo, SM-5, en 1962. Al año siguiente, se usó para probar misiles antibuque y luego se hundió.

## Diseño y desarrollo
Artículo principal:  Clase Leningrado
Impresionados por los diseños de los grandes destructores franceses (contre-torpilleur) como la clase Vauquelin de principios de la década de 1930, los soviéticos diseñaron su propia versión. Los destructores de clase Leningrado tenían una eslora total de 127,5 metros y 122 metros en la línea de flotación. Los buques tenían una manga de 11,7 metros y un calado de 4,06 metros a plena carga. Construidos en dos lotes, el primer lote (Proyecto 1) desplazaba 2180 toneladas con carga estándar y 2623 toneladas a plena carga. Su tripulación contaba con 250 oficiales y marineros en tiempo de paz y 311 en tiempo de guerra.
Los buques tenían tres turbinas de vapor con engranajes, cada una impulsaba una hélice, diseñadas para producir 66.000 CV en el eje (49.000 kW) utilizando vapor de tres calderas de tres tambores que estaban destinadas a darle una velocidad máxima de 40 nudos (74 km/h). Los buques de la clase Leningrado transportaban combustible suficiente para darles un alcance de 2100 millas náuticas (3900 km) a 20 nudos (37 km/h).
Tal como se construyeron, los buques de la clase Leningrado montaban cinco cañones B-13 de 130 milímetros en dos pares de monturas individuales superfuego a proa y popa de la superestructura y otra montura entre el puente y el embudo delantero. Las armas estaban protegidas por escudos de armas. La defensa antiaérea estaba a cargo de un par de cañones 34-K de 76,2 milímetros en soportes individuales en la superestructura de popa y un par de cañones AA 21-K de 45 milímetros montados a cada lado del puente, así como una docena de ametralladoras Browning M2 de 12,7 milímetros en seis montajes dobles. Así mismo, llevaban ocho tubos lanzatorpedos de 533 mm en dos montajes cuádruples giratorios; cada tubo estaba provisto de una recarga.
Los buques también podrían transportar un máximo de 68 o 115 minas y 52 cargas de profundidad. Fueron equipados con un conjunto de hidrófonos Arktur para la guerra antisubmarina.

### Modificaciones
En 1943, al destructor Leningrado se le sustituyeron las dos monturas 21-K por cuatro cañones antiaéreos 70-K de 37 milímetros, una montura de dos cañones para el 34-K conocido como 81-K y dos monturas de dos cañones para ex -Cañones antiaéreos SK C / 30 de 37 mm alemanes, aunque estos últimos fueron reemplazados posteriormente por un par de cañones 70-K.
Recibió un sistema asdic británico Tipo 128. y estaba equipada con un radar de alerta temprana Tipo 291 y un radar estadounidense SF-1. Después de la guerra, todos los cañones de 76 y 37 milímetros fueron reemplazados por una docena de versiones V-11M refrigeradas por agua del cañón 70-K en montajes gemelos. Durante la década de 1950, los radares fueron reemplazados por los radares Top Bow, EWS Top, Plum Jar y Ball End, y el trinquete del poste fue reemplazado por un mástil de trípode para sostenerlos.

## Historial de combate
El Leningrado, que lleva el nombre de la antigua capital del Imperio Ruso bajo su nuevo nombre soviético. Se inició, su construcción el 5 de noviembre de 1932 en el Astillero No. 190 (Zhdanov) en Leningrado como el astillero número 450 y se botó el 17 de noviembre de 1933. Siendo entregado el 5 de diciembre de 1936, fue asignado a la Flota del Báltico.
Después del inicio de la Guerra de Invierno el 30 de noviembre, el Leningrado y su buque gemelo el destructor Minsk bombardearon las posiciones de defensa costera finlandesa en la isla Saarenpää, parte de las islas Beryozovye, el 10 de diciembre y nuevamente del 30 de diciembre al 3 de enero de 1940. Durante estas misiones, sufrió graves daños por el hielo y estuvo en reparación hasta el 31 de mayo de 1941.
Al comienzo de la Operación Barbarroja, el 22 de junio, el destructor Leningrado se encontraba en Tallin, Estonia, como parte de la 4.ª División de Destructores y se le ordenó cubrir las operaciones de colocación de minas en la entrada del golfo de Finlandia entre Hanko y Osmussaar del 23 al 27 de junio. El 3 de julio, ayudó a sembrar un campo minado que cubría el acceso a Tallin. El buque bombardeó posiciones alemanas alrededor de Tallin del 23 al 27 de agosto, disparando 227 proyectiles de sus cañones principales.
Los soviéticos comenzaron la evacuación de Tallin la noche del 27 al 28 de agosto con el Leningrado proporcionando fuego de cobertura hasta la madrugada para cubrir la evacuación de la ciudad. Después de que el destructor Minsk fuera gravemente dañado por una mina el día 28, el contralmirante Yuri Panteleyev transfirió su bandera de combate al Leningrado, al día siguiente. 

### Sitio de Leningrado
El 30 de agosto, se asignó al Leningrado para proporcionar apoyo de fuego naval a las tropas soviéticas desplegadas en la zona de Kronstadt y Oranienbaum desde el canal marítimo de Leningrado junto con los cruceros Máximo Gorki y Petropavlovsk y los destructores Svirepy, Grozyashchy, Silny, Stoyky y Storozhevoy, su acción fue determinante para detener la primera ofensiva alemana en 1941 a tan solo siete kilómetros de Leningrado, sus poderosos cañones eran capaces de lazar por los aires los tanques alemanes. Después de esta poderosa demostración de fuerza la Wehrmacht llegó a la conclusión que era imposible ocupar rápidamente Leningrado, por lo que el Alto Mando Alemán ordenó al Grupo de Ejércitos Norte, atrincherarse y dejar morir de hambre a la población y a la guarnición de la ciudad. El 1 y 3 de septiembre, el Leningrado ayudó a colocar campos de minas que cubrían los accesos a Kronstadt y Leningrado.
El barco se trasladó al canal marítimo de Leningrado el 17 de septiembre para bombardear a las tropas alemanas y luego se dirigió al puerto comercial de Leningrado. El 22 de septiembre, resultó levemente dañada por la metralla de un proyectil y se trasladó a la isla Kanonersky. Posteriormente, el 12 de octubre, fue alcanzado por un obús y estuvo a punto de ser alcanzado por otro, los impactos dañaron los tanques de combustible y de agua potable e iniciaron un pequeño incendio al encender el propulsor de unos obuses de 130 mm. El barco fue reparado en el Astillero No. 196 (Sudomekh) de Leningrado.
El 9 de noviembre partió de Kronstadt hacia Hanko como parte del tercer convoy para evacuar a las tropas soviéticas junto con el destructor Stoyky y el minador Ural. El mal tiempo los obligó a buscar refugio detrás de la isla de Gogland en la mañana del 11 de noviembre, aunque pudieron poner en movimieto el barco esa misma noche. Más tarde esa noche, los paravanes de Leningrado detonaron una mina a una distancia de diez metros, pero el barco no sufrió daños. El 12 de noviembre, por la mañana, otra mina detonó en sus paravanes, pero solo a una distancia de 5 metros (16 pies). La explosión inutilizó ambas turbinas e inundó muchos de sus tanques de combustible. El barco pudo ponerse en marcha nuevamente, pero se vio obligado a regresar a Kronstadt, escoltado por dos dragaminas y el transporte SS Andrey Zhandov. Fue reparado en Leningrado, donde volvió a proporcionar fuego de apoyo con su armamento principal; el buque disparó un total de 1081 rondas de sus cañones de 130 mm durante 1941.
El 14 de mayo de 1942, varios impactos cercanos de proyectiles de artillería hirieron a cuatro tripulantes, desactivaron un reflector y dañaron un tubo de torpedo. Durante la ofensiva de Leningrado-Novgorod que levantó definitivamente el sitio de la ciudad, el Leningrado disparó 650 obuses en apoyo de las fuerzas de tierra soviéticas, entre el 14 y el 18 de enero de 1944.

### Posguerra
Tras el final de la guerra el Leningrado continuó sirviendo con la Flota del Báltico y fue reclasificado como destructor el 12 de enero de 1949. Fue reacondicionado y modernizado entre el 19 de diciembre de 1951 y el 25 de noviembre de 1954. Después de un breve servicio, el destructor fue retirado del servicio de combate y reclasificado como buque objetivo, el 18 de abril de 1958. Fue asignada a la Flota del Norte el 13 de octubre de 1959. El antiguo Leningrado fue desarmado el 15 de septiembre de 1960 y convertido en un cuartel flotante, renombrado como PKZ-16, y luego fue usado como buque objetivo.
Fue utilizada para probar los nuevos misiles de crucero antibuque P-35 del crucero de misiles guiados Groznyy. En mayo de 1963 mientras estaba anclado en el golfo de Kandalaksha, fue alcanzado por dos misiles, pero permaneció a flote con una ligera escora. Después de un intento fallido de remolcarlo de regreso a Severodinsk, se hundió en aguas poco profundas al este de la isla de Sennaya Luda en las islas Solovetsky.